# 烯丙基溴化镁
烯丙基溴化镁（英語：Allylmagnesium bromide）是一种格氏试剂，可用于引入烯丙基。它通常以乙醚溶液的形式销售。如果一定要自行制备，它可由金属镁与1-溴丙烯在无水溶剂中反应制得。

## 扩展阅读
- Paul Chabot. . Phillip E. Rakita; Gary Silverman  (编). . New York, N.Y: Marcel Dekker. 1996: 93–102. ISBN 0-8247-9545-8.